# Karl Leimer
Karl Leimer (* 22. Juni 1858 in Biebrich; † 19. Juli 1944 in Wiesbaden) war ein deutscher Musikpädagoge und Pianist.

## Leben und Wirken
Als Sohn des Bildhauers Peter Anton Leimer und dessen Frau Pauline wuchs er in Biebrich und Wiesbaden auf, wo er bis zur Obertertia das humanistische Gymnasium und anschließend das Realgymnasium besuchte. Seit dem Wintersemester 1875 studierte er an der Polytechnischen Schule Karlsruhe und strebte den Beruf des Bauingenieurs an. Auf Betreiben des württembergischen Hofpianisten Wilhelm Krüger (1820–1883) stieg er auf Musik um und Leimer studierte von 1878 bis 1882 bei ihm am Konservatorium Stuttgart Klavier. Zusätzlich studierte er Theorie bei Immanuel Faißt sowie Musikgeschichte und Instrumentation bei Ludwig Stark.
Nach Abschluss seines Studiums 1882 wurde Leimer Klavierlehrer am Konservatorium Königsberg und bereits im darauffolgenden Jahr dessen Direktor. 1891 erschien sein erstes klavierpädagogisches Werk für den Gebrauch am dortigen Konservatorium. Er war Mitglied der Königsberger Freimaurerloge Zum Todtenkopf und Phönix.
1896 zog Leimer nach Hannover und gründete dort im Oktober 1897 eine private Musik- und Theaterschule, ein direkter Vorläufer der heutigen Hochschule für Musik und Theater Hannover. Weitere Mitgründer und Direktoren waren der hannoversche Hofpianist Emil Evers und der Kammersänger Hermann Brune. Diese Schule war in Hannover ein großer Erfolg, ab 1912 wurde ihr die Bezeichnung „Städtisches Conservatorium für Musik“ genehmigt, blieb aber weiterhin eine private Unternehmung. 1918 erschien sein Handbuch für den Klavierunterricht in den Unter- und Mittelstufen. 1926 wurde seine Schule staatlich anerkannt.
Die von ihm entwickelte Methode des Klavierunterrichts fand erst durch seinen berühmtesten Schüler Walter Gieseking Beachtung, Gieseking veranlasste ihn auch, den gemeinsamen Unterricht zu verschriftlichen und zu veröffentlichen. 1931 erschien das Werk Modernes Klavierspiel nach Leimer-Gieseking, das sich an Klavierpädagogen richtete und bereits 1932 ins Englische übersetzt wurde. Das Büchlein war ein solch großer Erfolg, dass Leimer ein weiteres Lehrbuch verfasste, das 1938 erschienene Rhythmik, Dynamik, Pedal und andere Probleme des Klavierspiels nach Leimer-Gieseking. Leimer wurde 1934 wegen langjährigem Streit mit den Erben seiner verstorbenen Teilhaber um die Geschäftsführung des Konservatoriums die Leitung entzogen, sein Nachfolger wurde Walter Höhn, er blieb aber Geschäftsführer der Trägergesellschaft.
Karl Leimer war der Großonkel des Pianisten, Komponisten und Klavierpädagogen Kurt Leimer.

## Würdigung
Von bleibender Nachwirkung war die von ihm entwickelte und von Gieseking weiter ausgebaute Methode des Klavierunterrichts Leimer-Gieseking, die Lehrbücher erlebten zahlreiche Auflagen und wurden in viele Sprachen übersetzt.